# 岑潔儀
岑潔儀（Zoey Sham Kit-Yi，1987年2月19日—），香港女藝員，有1/4泰國血統，於2006年參加節目《美女廚房》中的美少女廚神爭霸戰後加入無綫電視成為藝員。於2007年起在《同事三分親》中飾Helena一角漸受大眾留意。其經理人公司為馬偉豪的電影公司。其兄為香港評馬人、香港賽馬會販馬代理岑健龍（岑健龍是韋達馬房賽駒「蜜蜜送」的馬主）。
岑潔儀於2012年轉投香港電視網絡（HKTV），結束6年與無綫電視之賓主關係。

## 個人生活
岑潔儀曾與歌手陶喆交往，現任丈夫為馬來西亞富商人Dixon Chin，婚後成功「一索得男」即收老公送將軍澳天晉豪宅作獎勵。2015年1月，岑潔儀由馬來西亞丈夫Dixon陪同下到達香港港安醫院，開刀順利誕下麟兒 Damian Chin，兒子重7磅。

## 微博炫富
岑潔儀自從嫁給馬來西亞富商Dixon後，常在微博大曬貴氣，例如炫耀其百萬鑽戒、坐私人飛機和外遊坐頭等機位等。2014年12月買車位都在微博呻：「有錢無碇使！將軍澳峻瀅130萬買車位。講真真心貴，但自用冇辦法。」，2015年1月更發表「別問衫點解咁貴：問為甚麼買不起！」的言論，被網友直指炫富。

## 演出作品

### 劇集（無綫電視）

#### 2007年
- 同事三分親 飾 Helena（2007-2008）
- 歲月風雲 飾 記者
- 兩妻時代

#### 2008年
- 古靈精探
- 法證先鋒II
- 畢打自己人 飾 Apple（2008-2010）

#### 2009年
- 桌球天王（第13集）
- 老婆大人II 飾 蘇亞基、梁昕昕空中婚禮之服務空姐（第3集）
- 烈火雄心3 飾 Wendy
- 王老虎搶親 飾 信女
- 有營煮婦 飾 售貨員
- 古靈精探B 飾 莊秀惠
- 富貴門 飾 記者

#### 2010年
- 鐵馬尋橋 飾 榮芷悠同學
- 飛女正傳 飾 急症護士
- 搜下留情 飾 郭嘉偉女朋友
- 女王辦公室 飾 性感女郎
- 女人最痛 飾 青春少女（第5集）
- 天天天晴 飾 Connie（第62集）
- 公主嫁到 飾 麗瑩
- 誘情轉駁 飾 Ruby（第4-5集）

#### 2011年
- Only You 只有您 飾 Ada
- 誰家灶頭無煙火 飾 學員
- 潛行狙擊 飾 O記

#### 2012年
- 結·分@謊情式 飾 Rosita
- 缺宅男女 飾 GiGi
- On Call 36小時 飾 病人
- 當旺爸爸 飾 陳小姐（第17集）
- 耀舞長安 飾 丁香花（青年）
- 回到三國 飾 Fanny（第1集）
- 愛·回家 (第一輯) 飾 Apple（第68集）

### 劇集（香港電視）

#### 2015年
- 我阿媽係黑玫瑰 飾 溫斯晨
- 大眾情性 飾 言太

### 綜藝節目（無綫電視）

#### 2007年
- 《問題娛樂圈》
- 《一擲千金》

#### 2008年
- 《鐵甲無敵獎門人》

### 賽馬節目（有線電視）

#### 2013年
- 《熱鬥競馬場》（主持）

## 外部連結
- 岑潔儀的新浪微博